# Ringwood (New Jersey)
Ringwood ist eine Stadt im Passaic County, New Jersey, USA. Das U.S. Census Bureau ermittelte bei der Volkszählung 2020 eine Einwohnerzahl von 11.735.

## Geographie
Nach dem United States Census Bureau hat die Stadt eine Gesamtfläche von 72,6 km², wovon 65,4 km² Land und 7,2 km² (9,92 %) Wasser ist.

## Demographie
Nach der Volkszählung von 2000 gibt es 12.396 Menschen, 4.108 Haushalte und 3.446 Familien in der Stadt. Die Bevölkerungsdichte beträgt 189,5 Einwohner pro km². 93,87 % der Bevölkerung sind Weiße, 1,61 % Afroamerikaner, 1,44 % amerikanische Ureinwohner, 1,19 % Asiaten, 0,01 % pazifische Insulaner, 0,67 % anderer Herkunft und 1,21 % Mischlinge. 4,25 % sind Latinos unterschiedlicher Abstammung.
Von den 4.108 Haushalten haben 42,1 % Kinder unter 18 Jahre. 73,5 % davon sind verheiratete, zusammenlebende Paare, 7,8 % sind alleinerziehende Mütter, 16,1 % sind keine Familien, 12,1 % bestehen aus Singlehaushalten und in 3,6 % Menschen sind älter als 65. Die Durchschnittshaushaltsgröße beträgt 3,00, die Durchschnittsfamiliengröße 3,28.
27,6 % der Bevölkerung sind unter 18 Jahre alt, 6,0 % zwischen 18 und 24, 30,7 % zwischen 25 und 44, 27,9 % zwischen 45 und 64, 7,9 % älter als 65. Das Durchschnittsalter beträgt 37 Jahre. Das Verhältnis Frauen zu Männer beträgt 100:100,1, für Menschen älter als 18 Jahre beträgt das Verhältnis 100:95,3.
Das jährliche Durchschnittseinkommen der Haushalte beträgt 81.636 USD, das Durchschnittseinkommen der Familien 85.108 USD. Männer haben ein Durchschnittseinkommen von 60.097 USD, Frauen 36.005 USD. Der Prokopfeinkommen der Stadt beträgt 31.341 USD. 2,8 % der Bevölkerung und 2,0 % der Familien leben unterhalb der Armutsgrenze, davon sind 3,9 % Kinder oder Jugendliche jünger als 18 Jahre und 2,2 % der Menschen sind älter als 65.

## Söhne und Töchter der Stadt
- Darren Soto (* 1978), Politiker